# Опасные особи
«Опасные особи» (англ. Endangered Species) — фильм 2002 года, триллер, главные роли в котором исполнили Эрик Робертс, Арнольд Вослу и Джон Рис-Дэвис.

## Сюжет
Полицейский детектив Майк Салливан (Эрик Робертс), расследует серию убийств. Высокий человек в странной кожаной куртке безжалостно расстреливает посетительниц гимнастического зала. Кто-то, похожий на преступника как две капли воды, всаживает иглу с парализующим веществом в другую гимнастку, и вживляет ей в спину «жучок». Вскоре детективу удается установить, что на Землю вторглись два преступника, они оба обладают сверхчеловеческими способностями и охотятся друг за другом. Чудовища из внеземных миров тем временем готовятся к решающей схватке…

## В ролях
| Актёр          | Роль                    |
| -------------- | ----------------------- |
| Эрик Робертс   | лейтенант Майк Салливан |
| Джон Рис-Дэвис | лейтенант Визновски     |
| Джеймс Куин    | Ямата                   |
| Арнольд Вослу  | Уорден                  |